# Eurovision Song Contest 2005
Eurovision Song Contest 2005 là cuộc thi Ca khúc truyền hình châu Âu thứ 50.  Cuộc thi diễn ra ở thành phố Kiev - thủ đô của Ukraina. 

## Các ứng viên

### Bán kết
| Draw | Quốc gia   | Ngôn ngữ               | Nghệ sĩ                                                           | Ca khúc               | Vị trí | Số điểm |
| ---- | ---------- | ---------------------- | ----------------------------------------------------------------- | --------------------- | ------ | ------- |
| 01   | Áo         | Tiếng Tây Ban Nha      | Global Kryner                                                     | "Y así"               | 21     | 30      |
| 02   | Litva      | Tiếng Anh              | Laura và The Lovers                                               | "Little by Little"    | 25     | 17      |
| 03   | Bồ Đào Nha | Tiếng Bồ Đào Nha       | 2B                                                                | "Amar"                | 17     | 51      |
| 04   | Moldova    | Tiếng România          | Zdob și Zdub                                                      | "Boonika bate doba"   | 2      | 207     |
| 05   | Latvia     | Tiếng Anh              | Valters un Kaža                                                   | "The War Is Not Over" | 10     | 85      |
| 06   | Monaco     | Tiếng Pháp             | Lise Darly                                                        | "Tout de moi"         | 18     | 12      |
| 07   | Israel     | Tiếng Hebrew           | Shiri Maimon                                                      | "השקט שנשאר"          | 7      | 158     |
| 08   | Belarus    | Tiếng Anh              | Anželika Agurbaš                                                  | "Love Me Tonight"     | 13     | 67      |
| 09   | Hà Lan     | Tiếng Anh              | Glennis Grace                                                     | "My Impossible Dream" | 14     | 63      |
| 10   | Iceland    | Tiếng Anh              | Selma Björnsdóttir                                                | "If I Had Your Love"  | 16     | 52      |
| 11   | Bỉ         | Tiếng Pháp             | Nuno Resende                                                      | "Le grand soir"       | 22     | 29      |
| 12   | Estonia    | Tiếng Anh              | Suntribe                                                          | "Let's Get Loud"      | 20     | 31      |
| 13   | Na Uy      | Tiếng Anh              | Wig Wam                                                           | "In My Dreams"        | 4      | 167     |
| 14   | România    | Tiếng Anh              | Luminița Anghel & Sistem                                          | "SLet Me Try"         | 1      | 235     |
| 15   | Hungary    | Tiếng Hungary          | Nox                                                               | "Forogj, világ!"      | 5      | 167     |
| 16   | Phần Lan   | Tiếng Anh              | Geir Rönning                                                      | "Why?"                | 18     | 50      |
| 17   | Macedonia  | Tiếng Võro             | Martin Vučić                                                      | "Make My Day"         | 9      | 97      |
| 18   | Andorra    | Tiếng Català           | Marian van de Wal                                                 | "La mirada interior"  | 23     | 27      |
| 19   | Thụy Sĩ    | Tiếng Anh              | Vanilla Ninja                                                     | "Cool Vibes"          | 7      | 94      |
| 20   | Croatia    | Tiếng Croatia          | Boris Novkovićvà Ansambl narodnih plesova i pjesama Hrvatske LADO | "Vukovi umiru sami"   | 4      | 169     |
| 21   | Bulgaria   | Tiếng Anh              | Kaffe                                                             | "Lorraine"            | 19     | 49      |
| 22   | Ireland    | Tiếng Anh              | Donna và Joe                                                      | "Love?"               | 14     | 53      |
| 23   | Slovenia   | Tiếng Slovenia         | Omar Naber                                                        | "Stop"                | 12     | 69      |
| 24   | Đan Mạch   | Tiếng Anh              | Jakob Sveistrup                                                   | "Talking to You"      | 3      | 185     |
| 25   | Ba Lan     | Tiếng Ba Lan Tiếng Nga | Ivan i Delfin                                                     | "Czarna dziewczyna"   | 11     | 81      |

### Chung kết
| STT | Quốc gia             | Ngôn ngữ          | Nghệ sĩ                                                         | Bài hát               | Vị trí | Điểm số |
| --- | -------------------- | ----------------- | --------------------------------------------------------------- | --------------------- | ------ | ------- |
| 01  | Hungary              | Tiếng Hungary     | Nox                                                             | "Forogj, világ!"      | 12     | 97      |
| 02  | Anh                  | Tiếng Anh         | Javine                                                          | "Touch My Fire"       | 22     | 18      |
| 03  | Malta                | Tiếng Anh         | Chiara Siracusa                                                 | "Angel"               | 2      | 192     |
| 04  | România              | Tiếng Anh         | Luminița Anghel & Sistem                                        | "Let Me Try"          | 3      | 158     |
| 05  | Na Uy                | Tiếng Anh         | Wig Wam                                                         | "In My Dreams"        | 9      | 125     |
| 06  | Thổ Nhĩ Kỳ           | Tiếng Thổ Nhĩ Kỳ  | Gülseren                                                        | "Rimi Rimi Ley"       | 13     | 92      |
| 07  | Moldova              | Tiếng România     | Zdob și Zdub                                                    | "Boonika bate doba""  | 6      | 148     |
| 08  | Albania              | Tiếng Anh         | Ledina Çelo                                                     | "Tomorrow I Go"       | 16     | 53      |
| 09  | Síp                  | Tiếng Anh         | Constantinos Christoforou                                       | "Ela Ela"             | 18     | 46      |
| 10  | Tây Ban Nha          | Tiếng Tây Ban Nha | Son de Sol                                                      | "Brujería"            | 24     | 14      |
| 11  | Israel               | Tiếng Hebrew      | Shiri Maimon                                                    | "השקט שנשאר"          | 4      | 154     |
| 12  | Serbia và Montenegro | Tiếng Montenegro  | No Name                                                         | "Заувијек моја"       | 7      | 137     |
| 13  | Đan Mạch             | Tiếng Anh         | Jakob Sveistrup                                                 | "Talking to You"      | 9      | 125     |
| 14  | Thụy Điển            | Tiếng Anh         | Martin Stenmarck                                                | "Las Vegas"           | 19     | 30      |
| 15  | Macedonia            | Tiếng Anh         | Martin Vučić                                                    | "Make My Day"         | 18     | 47      |
| 16  | Ukraina              | Tiếng Ukraina     | Gryndzholy                                                      | "Разом нас багато"    | 19     | 30      |
| 17  | Đức                  | Tiếng Anh         | Gracia Baur                                                     | "Run and Hide"        | 24     | 4       |
| 18  | Croatia              | Tiếng Croatia     | Boris Novković Ansambl narodnih plesova i pjesama Hrvatske LADO | "Vukovi umiru sami"   | 11     | 115     |
| 19  | Hy Lạp               | Tiếng Anh         | Elena Paparizou                                                 | "My Number One"       | 1      | 230     |
| 20  | Nga                  | Tiếng Anh         | Natalja Podolskaja                                              | "Nobody Hurt No One"  | 15     | 57      |
| 21  | Bosna và Hercegovina | Tiếng Anh         | Kalomira                                                        | "Secret Combination"  | 14     | 79      |
| 22  | Thụy Sĩ              | Tiếng Anh         | Vanilla Ninja                                                   | "Cool Vibes"          | 8      | 128     |
| 23  | Latvia               | Tiếng Anh         | Valters un Kaža                                                 | "The War Is Not Over" | 5      | 153     |
| 24  | Pháp                 | Tiếng Pháp        | Ortal                                                           | "Chacun pense à soi"  | 23     | 11      |